# 이선규 (배구인)
이선규(李先揆, 1981년 3월 14일 ~ )는 전 대한민국의 남자 배구 선수로 현재 SBS 스포츠 배구 해설위원을 맡고 있으며 키는 200cm이고, 포지션은 센터였다. 스파이크 높이는 325cm, 블로킹 높이는 320cm이다.

## 선수 시절
이선규 위원은 2003년 천안 현대캐피탈 스카이워커스 입단을 통해 프로에 입문한 뒤 현대캐피탈의 V-리그 2회 연속 우승을 안겼으며 2013년 6월 7일 대전 삼성화재 블루팡스의 리베로 여오현이 FA 자격으로 현대캐피탈로 이적하자 이에 대한 보상 선수로 삼성화재로 이적하여 이듬해인 2014년 삼성화재의 V-리그 통산 8번째 우승에 일조했다. 그리고 2016년 5월 19일 의정부 KB손해보험 스타즈로 이적하여 3년간 활동한 뒤 은퇴를 선언했으며 2019년 10월 22일 SBS 스포츠의 프로그램인 주간배구의 패널로 활약하다가 2020년 정식 해설위원으로 발탁되었다.

## 학교
- 대신중학교
- 문일고등학교
- 한양대학교

## 약력
이선규는 대신중학교와 문일고등학교를 거쳐 한양대학교에 입학했고, 2003년 천안 현대캐피탈 스카이워커스에 입단했다. 배구는 중학교 3학년 재학 중에 처음 시작했는데, 다른 선수들에 비해 배구를 처음 시작한 시기가 늦은 편이지만, 정교한 블로킹 감각과 속공 능력을 갖추고 있어 국가대표 주전 센터로 활약하고 있다. 2009년 2월에는 처음으로 프로 통산 400개의 블로킹을 돌파했다. 국내외 대회에서 블로킹 상을 다수 수상한 경력도 있다.
2018-19시즌을 마치고 현역 은퇴를 선언하였다.

## 대한민국 V-리그기록
- 이선규는 2008년 12월 17일 인천시립도원체육관에서 열린 인천 대한항공 점보스와의 경기에서 프로통산 350개의 블로킹 기록을 세웠다. 이는 V-리그 출범 후 처음 달성된 기록이다.[1] 이후 같은 장소에서 2009년 2월 19일에 열린 인천 대한항공 점보스와의 1세트 15-15 상황에서 블로킹을 성공시키며 통산 400개의 블로킹 기록을 세웠다.[2]

## 국가대표 경력
- 2004년 하계 올림픽 예선
- 2005년 아시아배구선수권대회
- 2006년 월드리그, 세계선수권대회, 도하 아시안게임
- 2007년 월드리그, 아시아배구선수권대회, 월드컵
- 2008년 월드리그, 베이징 올림픽 예선
- 2009년 아시아배구선수권대회
- 2010년 월드리그
- 2011년 월드리그, 아시아배구선수권대회
- 2012년 월드리그
- 2013년 월드리그
- 2014년 월드리그

## 수상 기록
- 2005년 아시아배구선수권대회 블로킹상
- 2006년 KT&G 2005~2006 V-리그 블로킹상
- 2006년 도하 아시안게임 금메달
- 2008년 NH농협 2007~2008 V-리그 블로킹상
- 2009년 NH농협 2008~2009 V-리그 블로킹상